# 長井町 (山形県)
長井町（ながいまち）は山形県西置賜郡にあった町。現在の長井市中心部にあたる。現在の長井市は1954年に新設合併によって発足したもので、本町とは別の自治体である。また、長井村は発足から廃止まで並存した別の自治体である。

## 地理
- 河川：最上川、置賜野川

## 歴史
- 1889年（明治22年）4月1日 - 町村制の施行により、宮村、小出村の区域をもって発足。
- 1914年（大正3年）11月14日 - 町営電気事業開始。発電所はもたず山形電気会社より受電した[1]。
- 1954年（昭和29年）11月15日 - 長井村・豊田村・平野村・西根村・伊佐沢村と合併して長井市が発足。同日長井町廃止。

## 交通

### 鉄道路線
- 日本国有鉄道
  - 長井線（現・山形鉄道フラワー長井線）
    - 長井駅1914年（大正3年）11月15日開業

現在は旧町域に南長井駅、あやめ公園駅が所在するが、当時は未開業。

### 道路
- 長井街道（現・国道287号）